# Веніамін (Пуцек-Григорович)
Митрополит Веніамін (в миру Василь Григорович Пуцек-Григорович; 1700, Лохвиця, Лохвиця,  Гетьманщина — 21 червня 1785, Казань, Татарстан) — російський церковний діяч українського походження, мовознавець. Митрополит Казанський та Свіязький синодальної РПЦ (1775—1782). Автор абетки й письма марійської, удмуртської та чуваської мов.

## Біографія

### Український період
Батько Василя — становий козак, служив у канцелярії Лубенського полку за часів гетьмана Івана Мазепи. Мати походила з польського шляхетського роду Пуцеків.
Отримавши гарну домашню освіту, Василь 1728 вступив до Києво-Могилянської академії, по закінченню якої 1732 запрошений Казанським архієпископом Іларіоном (Рогалевським) для благоустрою духовно-навчальних закладів поволзьких країн — Татарстану, Чувашії, Удмуртії та Марій Ел.

### Татарський період
1734 направлений викладачем латини та арифметики до Казанського слов'янсько-латинського училища, перетвореного 1733 з духовної школи Зілантового Казанського монастиря. 1 вересня 1739 Веніамін призначений вчителем нововідкритого філософського класу Казанської духовної семінарії, у 1740 році — вчителем богословського класу, в 1741 році — префектом, а в 1744 році — ректором семінарії. 
У 1740 році Казанським єпископом Лукою (Конашевичем) пострижений у монахи та висвячений на священика. Був помічником єпархіального місіонера Свіязького архімандрита Богородицького монастиря Димитрія (Сеченова), який управляв Новокрещенською конторою в Казані. Веніамін їздив у віддалені місця єпархії для просвіти татар, чувашів, мордовців та удмуртів, вивчав татарську та чуваську мови. 6 грудня 1744 року возведений у сан архімандрита та призначений настоятелем Казанського Преображенського монастиря. У 1746—1748 роках був священнослужителем у Санкт-Петербурзькому Петропавлівському соборі.

### На інших кафедрах синодальної РПЦ
9 серпня 1748 року призначений єпископом Нижньогородським та Алатирським. Своїми силами 1752 збудував храм в Нижньогородському архієрейському домі, реконструював будівлі Нижньогородської духовної семінарії, увів у вивчення грецьку мову. 2 березня 1753 року був переведений на Тверську та Кашинську кафедру. З 6 жовтня і до смерті був членом Святійшого Синоду. З 2 квітня 1758 року — єпископ Псковський, Нарвський та Ізборський. 15 вересня 1761 року назначений на Санкт-Петербурзьку кафедру в сані архієпископа, в 1762 році був присутнім при похованні імператора Петра III в Санкт-Петербурзі, пізніше при коронації імператриці Катерини II в Москві. Після виступу Веніаміна 18 липня 1762 року на спільній конференції Сенату та Синоду проти додаткових податків з монастирських селян був переведений в Казанську єпархію. В 1768 році, при відвідуванні імператрицею Казані, попрохав кошти для благоустрою духовної семінарії. У 1771 році для захисту жителів Казані від епідемії в місто з Седмиєзерної Богородицької пустині була перенесена чудотворна Смоленська ікона Божої Матері.

### Просвітницька діяльність
Архієрей активно займався місіонерською діяльністю серед корінних народів Казанського краю. Підтримував відкриту єпископом Лукою (Конашевичем) Казанську новохрещенську школу. При ньому робилися перші спроби перекладу Священного писання і духовної літератури на татарську, марійську, чуваську мови, пристосування до цих мов кирилиці. Рукописи з перекладами згоріли в одній із численних пожеж XIX століття. Під керівництвом Веніаміна була написана перша граматика чуваської мови.
Веніамін був безпосереднім учасником боротьби проти Пугачовського повстання 1773—1775 років. 12 липня 1774 року Казань була звільнена військами Пугачова від царських військ, під час осади кремля Веніамін влаштовував хресні ходи у фортецю, служив молебні проти учасників повстання і закликав народ не присягати лідеру національно-визвольної боротьби — Пугачову. В посланні, написаному в жовтні 1773 на прохання імператриці, архієрей відлучив від Церкви тих, хто став на бік повстанців. Він також брав участь в організації казанським дворянством земського ополчення.
Після деокупації міста російськими військами на Веніаміна звів наклеп капрал І. Аристов. Він стверджував, що архієрей посилав свого диякона Олексія Іоніна із 3 тис. рублями та сповіщенням лояльності до Пугачова. Іонін та купець Огородников підтвердили це. 15 жовтня 1774 року Веніамін був заарештований із забороною будь-яких пояснень. У січні 1775 року чиновник архієрейської канцелярії П. Васильєв таємно відправив листа від Веніаміна Катерині II, після чого владику звільнили. 26 січня він був переведений у сан митрополита, а імператриця подарувала йому білий клобук з діамантовим хрестом. У 1775—1780 роках турбувався про відновлення храмів у Казані, зруйнованих під час повстання. Розпорядженням імператриці в 1781 році для Веніаміна був збудований заміський архієрейський будинок при Казанському Воскресенському монастирі.
17 березня 1782 року через старість Веніамін був звільнений на спокій у Казанську Седмиєзерну пустинь. Але Синод все одно направляв йому всі постанови вищої церковної влади. Веніамін проявляв себе як щедрий благодійник — 1780 року він пожертвував постраждалій від пожежі Київській духовній академії бібліотеку творів святих отців, 1782 року передав особисту бібліотеку Казанській духовній семінарії. За його кошти був позолочений іконостас монастирської церкви, він матеріально допомагав місцевим селянам. Останній указ-сповіщення Синоду Веніамін отримав у пустині 23 червня 1785 року. 
Під час ремонту соборного храму Седмиєзерної пустині в 1899 році були знайдені мощі архієрея. 21 лютого духівник пустині преподобний Гавриїл (Зирянов) відкрив гріб з останками Веніаміна, які були нетлінними. Преподобний декілька років потому так описував побачене:
|  | «От мощей сильно благоухало. Почивший святитель лежал нетленным. Его лик был цвета белого воска. Спереди голова имела большую лысину, но сзади спускались довольно густые прямые волосы каштанового цвета. Длинная такого же цвета с сильной проседью клинообразная борода окаймляла лик усопшего; нос правильный, уста сжаты, глаза покрыты веками, как у спящего, и окружены темноватой каймой сравнительно с цветом лица. Лик усопшего сиял красотой и совсем не представлялся таким морщинистым и старческим, каким он изображен на портрете, хранящемся в настоятельских архиерейских покоях обители. Священные одежды сохранились от тления до колен. Ниже колен останки были обнажены, и здесь на левой ноге я заметил, что у икры нет мягких частей и видна кость. Но остальные части все сохранены, я их видел и утверждаю, что они нетленны и благоухают» (цит. по: Гурій [Степанов]. с.31) |

Труну із тілом поклали в спеціально підготовлену кам'яну нішу в стіні храму, під час перекладення яких чудесно зцілився селянин Я. Кадиль. 
Монастирський собор був зруйнований після 1918 року, останки Веніаміна втрачені.

## Місіонерська, мовознавча та літературна діяльність
Ще в перший період перебування Пуцека-Григоровича в Казані він активно включився до місіонерської праці серед народів Поволжя — татар, марійців, чувашів, ерзян та удмуртів. Цю діяльність неможливо було проводити без знання мов, і він вивчає ці мови за допомогою представників цих народів, що навчалися в семінарії. Під його керівництвом вони створюють промови та вірші (тексти од, кантат) своїми мовами (частину цих творів було виголошено й виконано в Казані 1767 року на честь прибуття туди Катерини II, а на початку 1769 вони були надруковані в Санкт-Петербурзі у збірці «Духовна церемонія». Пізніше вийшло її продовження — «Шлюб душі благочестивої». Збірки містили тексти російською, давньогрецькою, латинською, ерзянською, удмуртською, чуваською та татарською мовами).
Пуцек-Григорович створив місіонерський гурток із знавців місцевих мов, забезпечивши можливість у найкоротший термін опанувати будь-яку з них. У травні 1769 вийшла його книжка «Твори, що належать до граматики чуваської мови», у березні 1770 року — ще дві граматики з аналогічними назвами: «Твори, що належать до граматики вотської мови» та «Твори, що належать до граматики черемиської мови». Це були перші описи цих мов, які не втратили свого значення й пізніше (наприклад, скорочений французький переклад чуваської граматики вийшов у Франції 1825 року; лексичний матеріал, наведений у словниках, що складають частину цих граматик, використовується діалектологами й дотепер). Але в продаж останні дві книжки надійшли тільки 1775 року, що пов'язано зі слідством про якісь нібито неправильні дії архієпископа під час повстання Омеляна Пугачова (дивись розділ Біографія). Книжки виходили без зазначення імені автора, авторство було встановлено дослідниками вже пізніше.